# Georgij Semjonovič Špagin
Georgij Semjonovič Špagin (rusky Георгий Семёнович Шпа́гин, 17. dubnajul./ 29. dubna 1897greg.–6. února 1952) byl ruský a sovětský konstruktér ručních palných zbraní. Jeho samopal PPŠ-41 se zařadil mezi nejproslulejší technické symboly Velké vlastenecké války.

## Život a dílo

### Cesta k puškařskému oboru

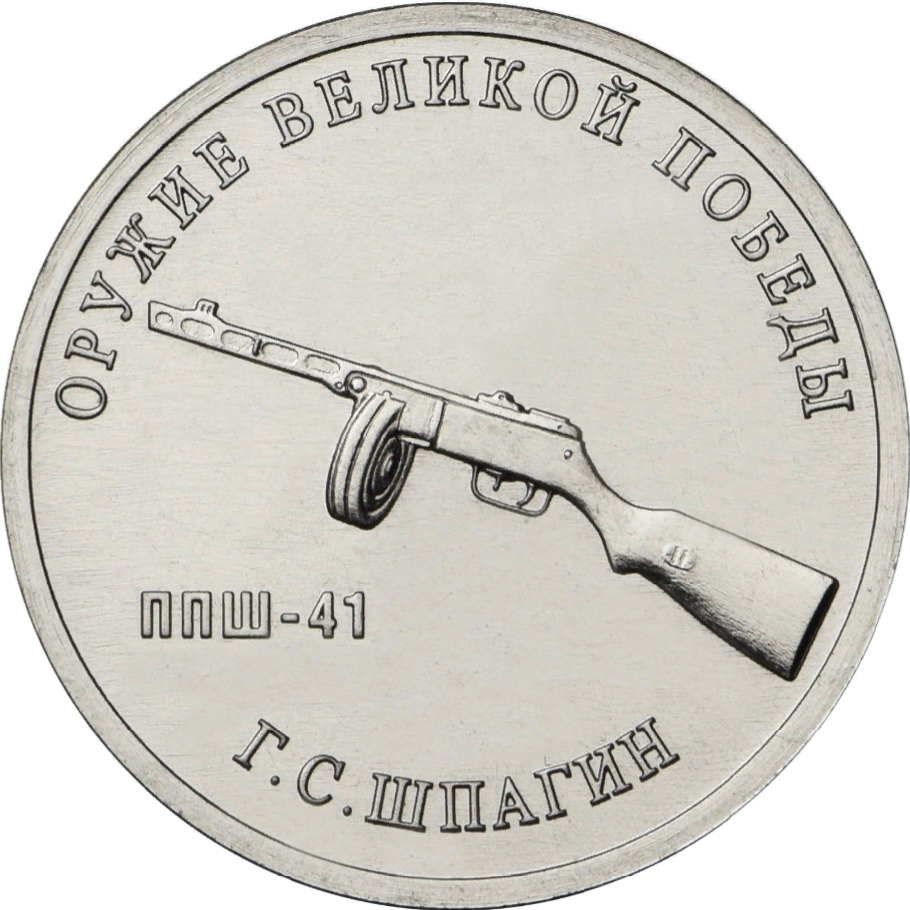
PPŠ-41 na jubilejní minci Ruské banky série „Zbraně Velkého vítězství“

Georgij Semjonovič Špagin se narodil 29. dubna 1897 ve vesnici Kljušnikovo ve Vladimirské oblasti do ruské rolnické rodiny Semjona Venedektoviče a Akuliny Ivanovny. V rodině se narodili ještě syn Fjodor a dcery Anna a Jelena. Po ukončení tříleté základní školy Georgij od 12 let vypomáhal rodině prací v tesařské dílně. Zde si vinou zlomeného dláta přeřízl šlachy ukazováčku pravé ruky a prst zůstal do konce života nepohyblivý. Po tomto zranění odešel pracovat do obchodu, odkud utekl pro špatné zacházení a další práci našel ve sklárně.

Na začátku první světové války určilo Špaginův osud zranění ruky. Jelikož nepohyblivý ukazováček znemožňoval zařazení na frontu, nastoupil do puškařských dílen 14. gruzínského granátnického pluku a s ním byl poslán na západní frontu. Zde se vypracoval na posici vedoucího mistra a v roce 1917 byl přeložen do dělostřeleckých dílen. V roce 1918 se vrátil do rodné vsi. Ještě tentýž rok vstoupil do Rudé armády. Jeho další kariéru opět ovlivnilo zranění ruky. Nepohyblivost důležitého prstu přirozeným způsobem podporovala přirozený talent rozlišování důležitého a odstranitelného. A právě úspěšná cesta hledání konstrukční, technologické i uživatelské jednoduchosti konstruktéra vynesla na vrchol svého oboru.
| „              | Složitost je jednoduchá, jednoduchost obtížná. | “ |
| — G. S. Špagin |                                                |   |

### Po Velké válce
Působení v Rudé armádě začal v puškařské dílně 8.pěšího pluku ve Vladimirské oblasti, kde pracoval ve funkci zbrojmistra a v poddůstojnické hodnosti zbrojního kapitána do roku 1919, kdy byl ze zdravotních důvodů z armády propuštěn. V roce 1920 nastoupil v experimentálních dílnách zbrojovky v Kovrovu, ve znárodněných závodech První ruské akciové společnosti pro výrobu pušek a kulometů. V této společnosti s dánskou finanční účastí pracoval do znárodnění ruský personál pouze v nižších pracovních funkcích a předmětem výroby byly tříčárkové lehké kulomety Madsen. První várka těchto zbraní neprošla přejímacími zkouškami a do znárodněných závodů přibyli z Oranienbaumu největší ruská konstruktérská esa své doby Vladimír Grigorjevič Fjodorov a Vasilij Alexejevič Děgťarjov. Hlavním výrobním cílem se stala útočná puška Fjodorova. Špagin byl pověřen vývojem zásobníku pro tuto zbraň. Navrhl nový způsob umístění nýtů, který si vyžádal nižší jejich počet při zachování pevnosti. Od roku 1922 se zabýval vývojem kulového držáku lehkého spřaženého kulometu ráže 6,5 mm Fjodorov-Ivanov pro použití v tanku. Od roku 1931 spolupracoval s Děgťarjovem na vývoji těžkého kulometu DŠK ráže 12,7 mm. Špaginův základní přínos u této zbraně představuje pásový podavač, umožňující kadenci 600 ran za minutu. Kulomet byl přijat do služby v roce 1938 a široce využíván především v silách protivzdušné obrany.

### Od druhé světové války

Hrob G. S. Špagina na Novoděvičím hřbitově

V letech 1939–1940 Špagin pracoval na vývoji samopalu PPŠ-41, který se stal nejslavnějším konstruktérovým dílem. Zbraň překvapovala jedinečnou konstrukční i výrobní jednoduchostí, přičemž zcela postačovala podobným zbraním jiných armád. Pečlivému obrábění podléhala pouze hlaveň, ostatní části byly lisovány za studena. Na začátku Velké vlastenecké války tak existovala spolehlivá zbraň, kterou mohli ihned používat čerství odvedenci a která mohla být vyráběna v běžných strojírenských závodech nekvalifikovanou pracovní silou.
Na podzim roku 1941 byly zbrojní závody v Zagorsku v Moskevské oblasti evakuovány do prostor továrny na textilní stroje ve městě Vjatskyje Poljany v Kirovské oblasti. Konstrukční kancelář závodu vedl Georgij Špagin. První PPŠ-41 byly odeslány na frontu na konci listopadu 1941. V roce 1942 bylo vyrobeno 1,5 milionu kusů. Celkem bylo v těchto závodech vyrobeno 2,5 milionu kusů těchto zbraní, což činí téměř polovinu celkové produkce. Pod dohledem konstruktéra se podařilo snížit náklady na výrobu zbraně z 500 rublů v roce 1941 na 142 rublů v roce 1943.
V roce 1943 byla armádou přijata Špaginova signální pistole SPŠ ráže 26 mm, v roce 1944 Špagin vyvinul letecký raketomet ráže 40 mm. Velkolepou oslavu Dne vítězství 9. května 1945 realizoval ve Vjatských Poljanách pomocí svých signálních pistolí.
I po válce se věnoval konstrukci zbraní a zbraňových systémů. Jeho mladším kolegou se stal Nikolaj Fjodorovič Makarov, autor nejrozšířenější pistole armád Varšavské smlouvy. Život Georgije Semjonoviče ukončila předčasně rakovina žaludku. Zemřel 6. února 1952 v Moskvě ve věku 55 let, pohřben byl tamtéž na Novoděvičím hřbitově.

## Rodina
Georgij Špagin se oženil s venkovskou dívkou z rodné oblasti Jevdokijí Dvornikovou. V manželství se narodily čtyři dcery. Tchán byl v období stalinských represí vyhoštěn na tři roky do vyhnanství. Jevdokije Pavlovna přežila svého muže o čtyřicet let.